# Montaner
Montaner ist eine französische Gemeinde mit 416 Einwohnern (Stand 1. Januar 2022) im Département Pyrénées-Atlantiques in der Region Nouvelle-Aquitaine (vor 2016: Aquitanien). Die Gemeinde gehört zum Arrondissement Pau und zum Kanton Pays de Morlaàs et du Montanérès (bis 2015: Kanton Montaner).
Der Name in der gascognischen Sprache lautet Montanèr. Die Bewohner werden Montanérais und Montanéraises genannt.

## Geographie
Montaner liegt ca. 35 km östlich von Pau in der historischen Provinz Béarn am östlichen Rand des Départements und grenzt im Westen, Süden und Osten an das benachbarte Département Hautes-Pyrénées.
Umgeben wird Montaner von den Nachbargemeinden:
| Pontiacq-Viellepinte                    | Lamayou Casteide-Doat                       | Saint-Lézer (Hautes-Pyrénées) |
| Escaunets (Enklave der Hautes-Pyrénées) | Kompassrose, die auf Nachbargemeinden zeigt | Talazac (Hautes-Pyrénées)     |
| Ponson-Debat-Pouts                      | Tarasteix (Hautes-Pyrénées)                 | Siarrouy (Hautes-Pyrénées)    |

Montaner liegt im Einzugsgebiet des Flusses Adour.
Der Lis, hier auch Lys daban genannt, ein Nebenfluss des Échez, strömt durch das Gemeindegebiet zusammen mit seinen Zuflüssen, dem Ruisseau le Lys darré und dem Ruisseau de Gatuch ebenso wie der Luzerte (auch Barmale genannt) und der Bergons, Zuflüsse des Canal de Luzerte.
Außerdem bewässern Nebenflüsse des Louet, der Ruisseau de Carbouère und der Ruisseau de Layza, die Gemeinde.

## Geschichte
Mehrere Hügelgräber auf dem Gemeindegebiet bezeugen die frühe Besiedelung des Landstrichs. Im 8. Jahrhundert ließ sich der Grundherr mit Namen Aner nieder, der die erste Befestigung anlegen ließ. In jener Zeit unterstanden das Béarn und das Montanérès, ein kleines Gebiet zwischen dem Béarn und dem Bigorre, dem Grafen Wilhelm II. der Gascogne. Im 10. Jahrhundert fiel die Grundherrschaft von Montaner an den Jüngsten des Hauses Bigorre und es dauerte ein Jahrhundert und mehrere arrangierte Vermählungen, bis das Montanérès endgültig an das Béarn fiel. 1338 gehörte Montaner zu den 24 Dörfern im Béarn, die dazu aufgerufen waren, diese im obersten Gerichtshof des Béarn zu repräsentieren. Bei der Volkszählung des Béarn im Jahre 1385 wurden in Montaner 86 Haushalte gezählt. Die Bailliage setzte sich neben Montaner aus noch 19 anderen Dörfern zusammen. Montaner war überdies Hauptort eines Notariats, das neben Montaner weitere 16 Dörfer umfasste. Im letzten Drittel des 14. Jahrhunderts beeinflusste der Hundertjährige Krieg das Geschehen. Gaston Fébus, Graf von Foix und Vicomte von Béarn, wagte es, gegen den Grafen von Armagnac um das in englischer Hand befindliche Bigorre zu kämpfen und gleichzeitig seine Neutralität gegen das englisch beherrschte Gascogne zu verteidigen. Zu diesem Zweck machte er aus Montaner einen strategisch bedeutenden Ort und ließ die Burg, genannt die „rote Festung“, errichten.
Seit der Volkszählung im Jahre 1385 hat sich die Schreibweise des Namens der Gemeinde nicht mehr geändert. Toponyme und Erwähnungen von Montaner waren:
- Montanerius (gegen 1030, Kopialbuch der Abtei von Saint-Pé-de-Bigorre),
- Montanerium (1118, Kopialbuch des Schlosses von Pau, Nr. 1) und
- Saint-Michel de Montaner (1675, Manuskriptsammlung des 16. bis 18. Jahrhunderts).[2][4]

### Einwohnerentwicklung
Nach einem Höchststand der Einwohnerzahl von rund 950 Einwohnern in der Mitte des 19. Jahrhunderts hat sich die Zahl bei kurzen Wachstumsphasen bis zu den 1970er Jahren auf rund 360 reduziert, bevor ein moderates Wachstum auf ein Niveau von rund 460 Einwohnern einsetzte, das bis heute eingehalten wird.
| Jahr      | 1962 | 1968 | 1975 | 1982 | 1990 | 1999 | 2006 | 2009 | 2022 |
| --------- | ---- | ---- | ---- | ---- | ---- | ---- | ---- | ---- | ---- |
| Einwohner | 433  | 391  | 364  | 409  | 509  | 465  | 459  | 466  | 416  |

## Sehenswürdigkeiten

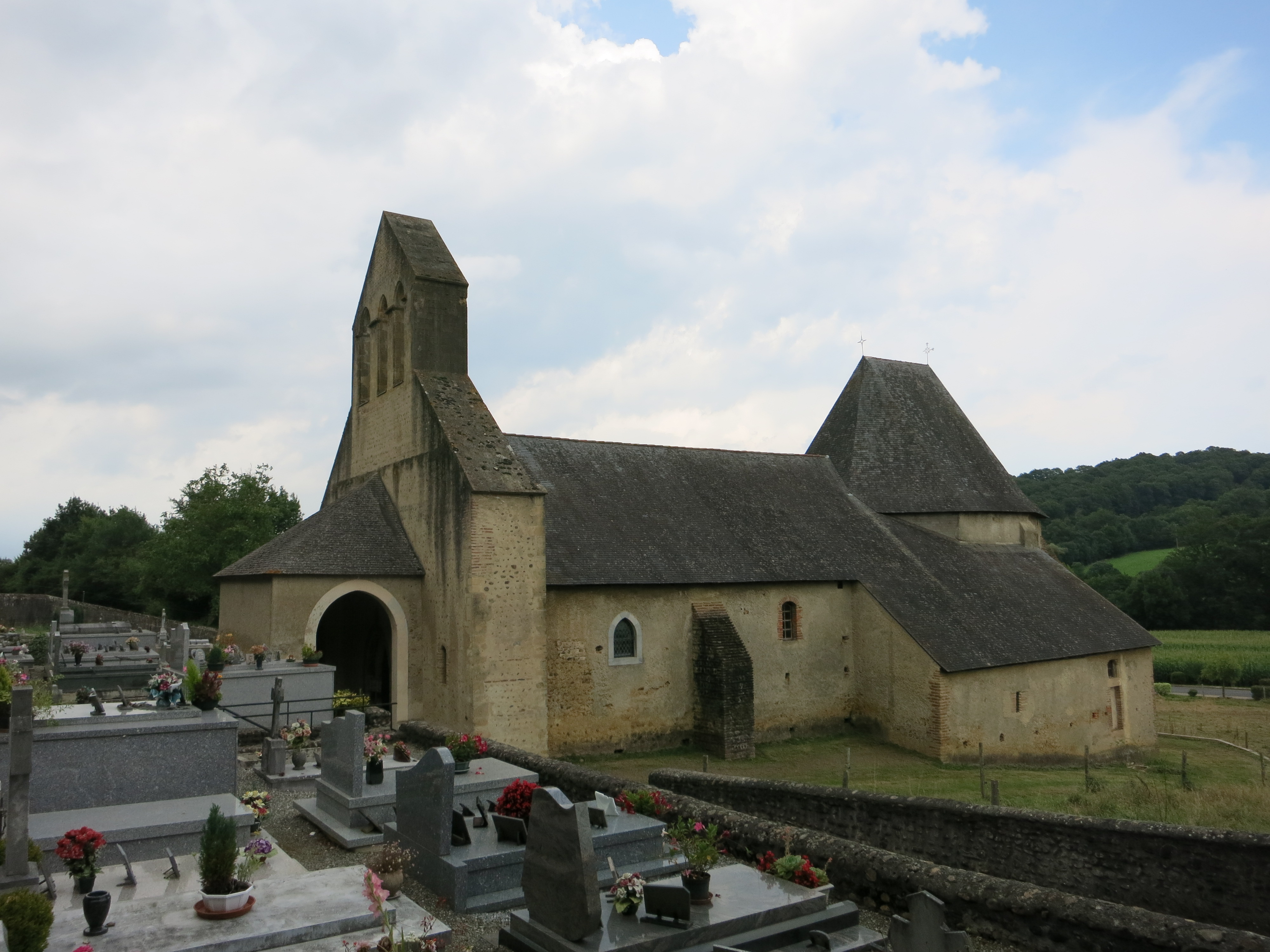
Pfarrkirche Saint-Michel

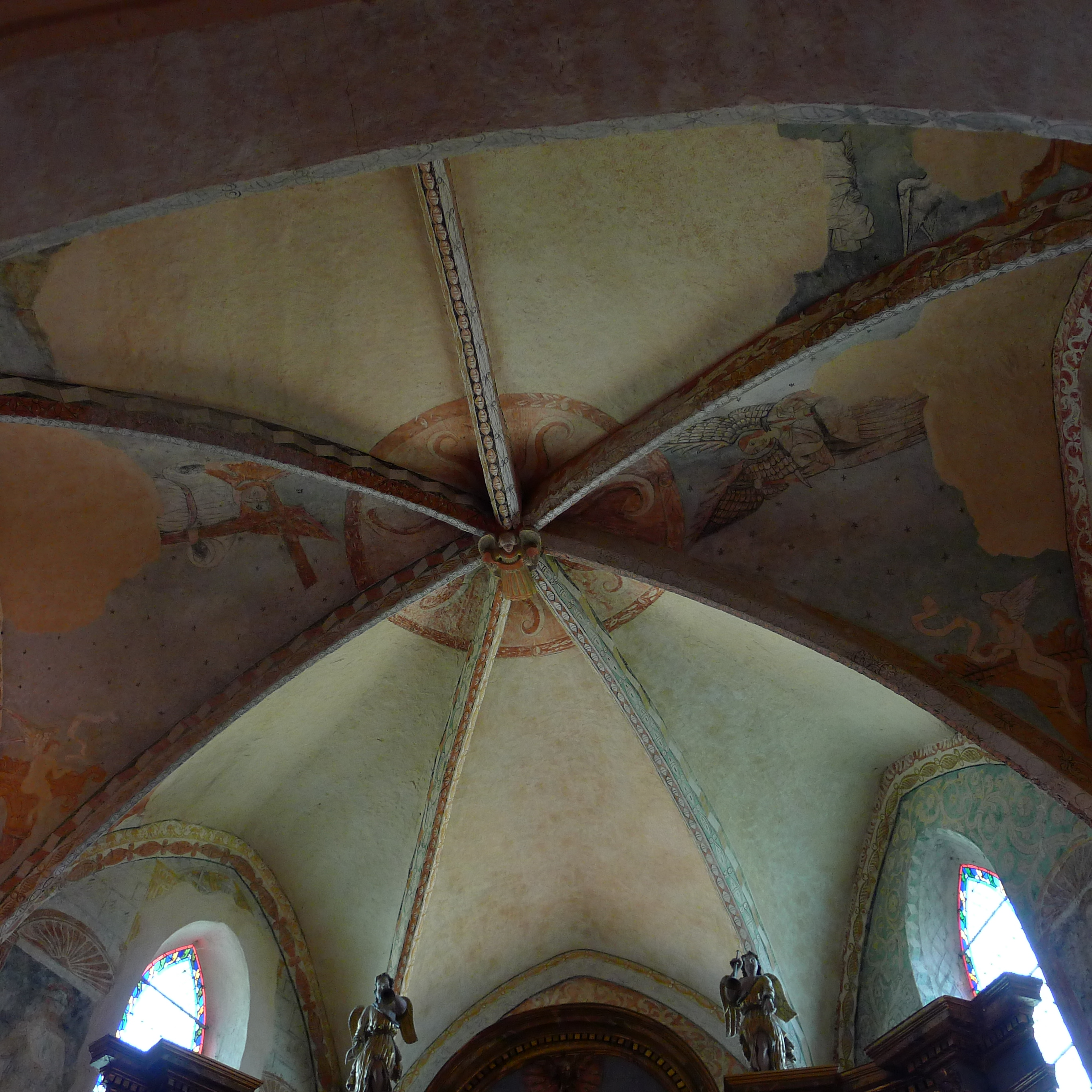
Gewölbedecke im Chor

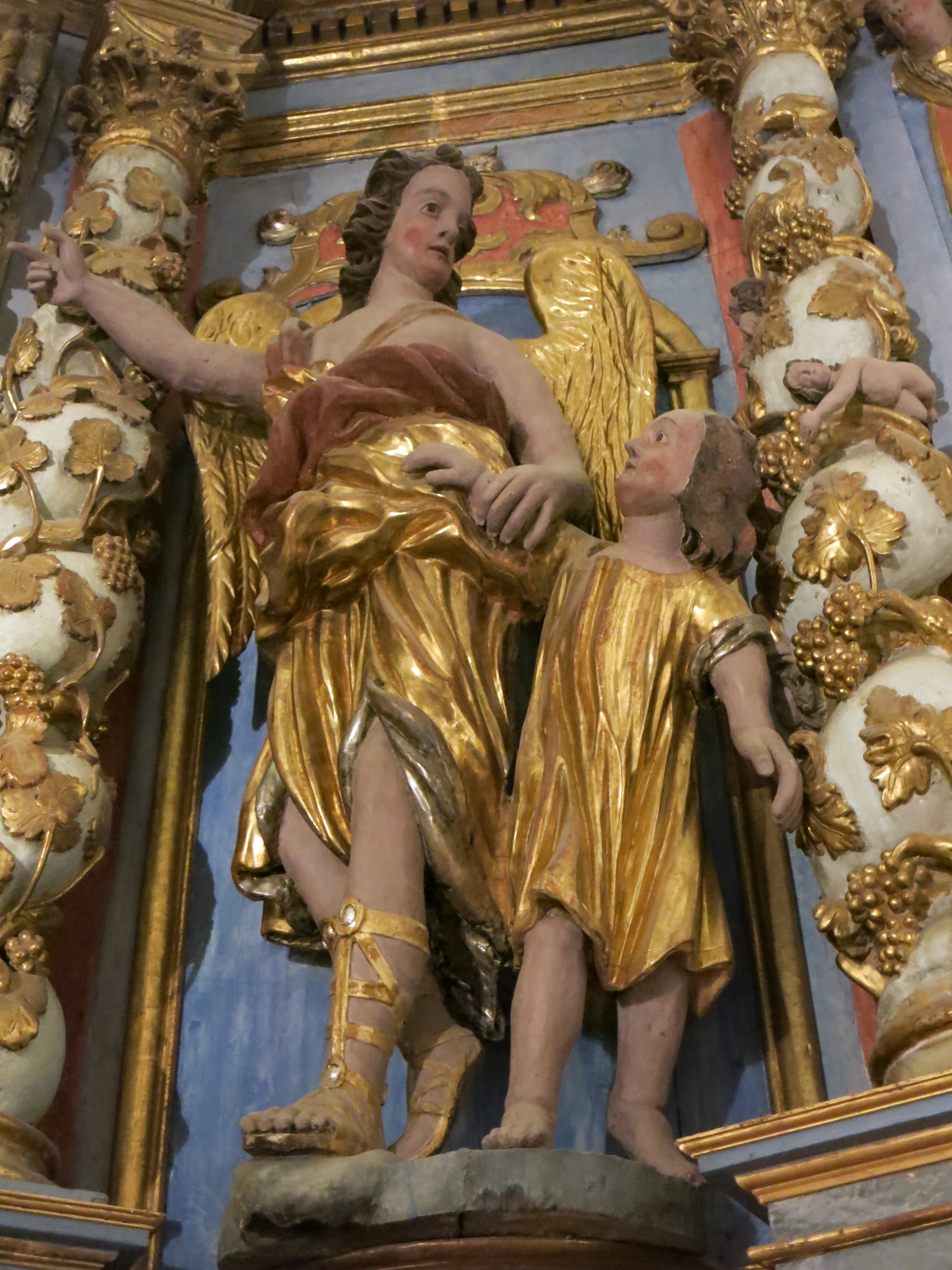
Detail des Retabels des Hauptalters der Pfarrkirche – Schutzengel mit Kind

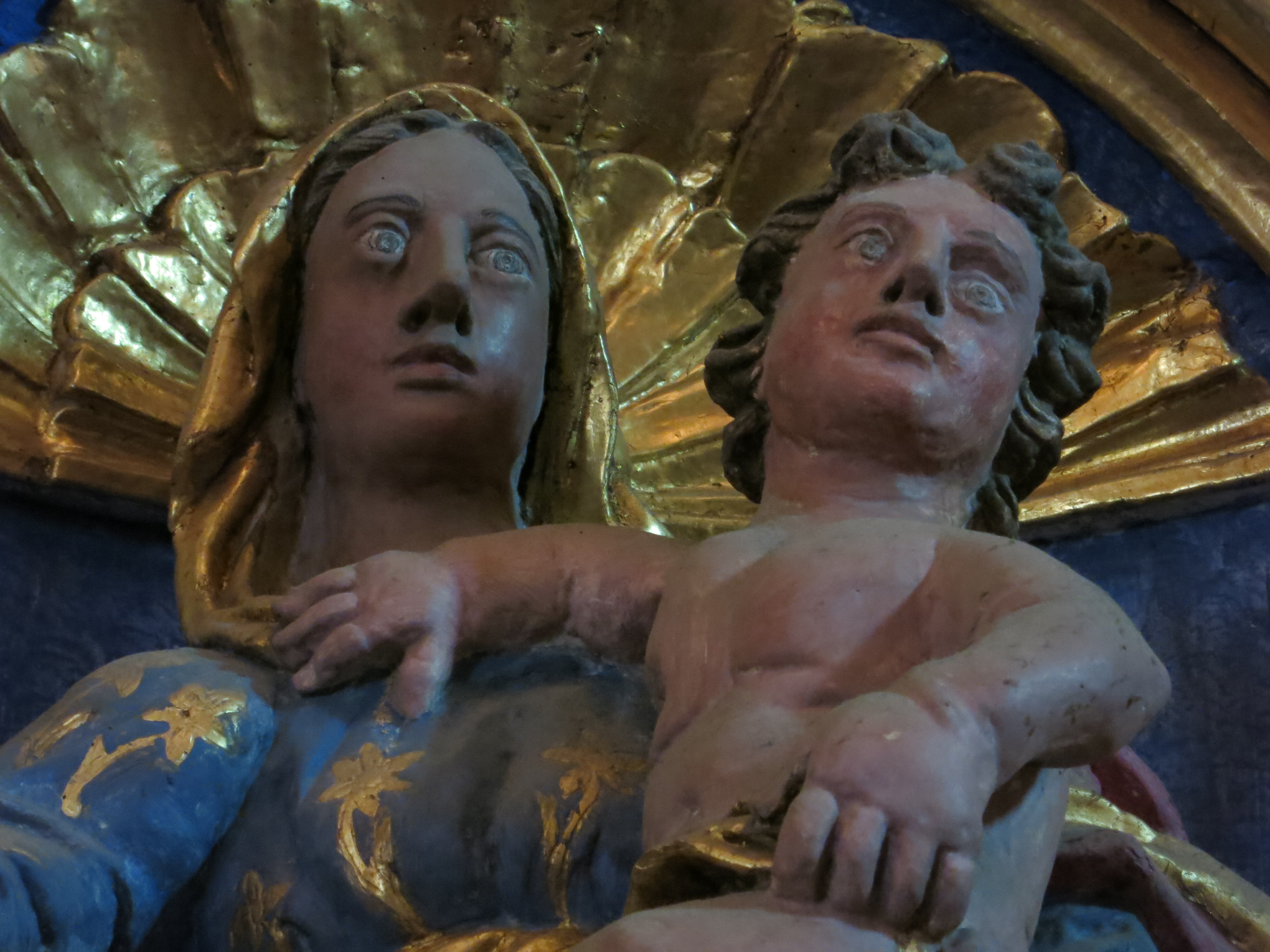
Detail des Retabels des Nebenaltars der Pfarrkirche – Maria mit Jesuskind

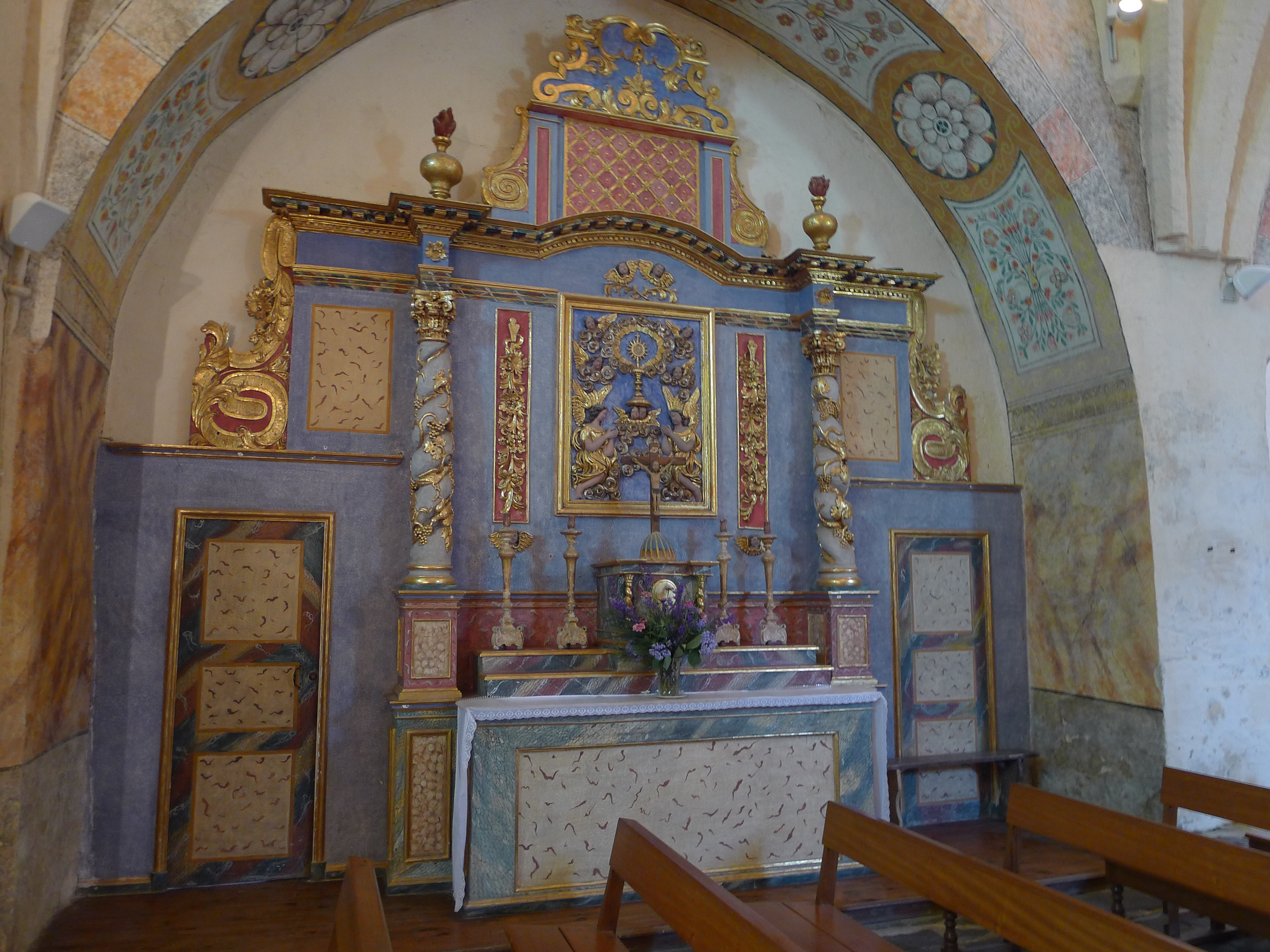
Nebenaltar der Pfarrkirche

### PfarrkircheSaint-Michel
Die Datierung ihres ursprünglichen, romanischen Baus ist wegen mehrerer Umbauten im Laufe der Jahrhunderte schwierig zu bestimmen. Die ersten Fundamente, von denen bis heute wenig übrig geblieben ist, stammen vermutlich aus dem 11. Jahrhundert. Am späten 14. Jahrhundert brachte der Baumeister der Festung von Gaston Fébus Ziegelsteine als neuen Baustoff mit in das Dorf. Zur gleichen Zeit des Ausbaus der militärischen Anlage wurde die Kirche gleichsam neu gebaut. Der enorme Bedarf an Ziegelsteinen erforderte den Aufbau einer Werkstatt mit 80 Cagots als Arbeiter direkt an der Baustelle. Cagots waren vom 13. bis weit ins 19. Jahrhundert hinein in Spanien und Frankreich aus unbekannten Gründen diskriminiert und weitgehend vom gesellschaftlichen Leben ausgeschlossen.
Das einschiffige Langhaus der heutigen Kirche wird von einer mehrwandigen Apsis abgeschlossen. Die Westfassade wird von einem Glockengiebel mit einem Vorbau dominiert. Ursprünglich waren drei Glocken aufgehängt, die durch spitzbogenförmige Arkaden geschützt waren. Die südliche Glocke fehlt und die nördliche ist die größere der beiden verbliebenen Glocken. 1857 beschädigte ein Brand den Glockengiebel und seitdem werden die Glocken von einer Turmspitze und einem kleinen Gebälk geschützt.
Über dem Eingangsportal hängt eine rechteckige Tafel mit einem Christusmonogramm als Relief. Es füllt diese Tafel aus, ist also nicht traditionell kreisrund. Außer dem Rho („P“) und Chi („X“) sind die lateinischen Wörter „REX-LUX-LEX“ (deutsch König-Licht-Gebot) als Inschrift zu erkennen, wobei sich das „E“ des Wortes „REX“ in der Schlinge des Rho befindet. Neben den Zeichen für Alpha und Omega ist auch ein „S“ für „Salvator“ (deutsch Retter) sichtbar, das sich um den Fuß des Rho schlingt.
Im Innern ist das Kirchenschiff von einem Gewölbe bedeckt, dessen Schub durch Strebewerke abgeleitet wird. Die Wände sind seit dem späten 15. und frühen 16. Jahrhundert vollständig durch Fresken verschönert, die seit dem 18. Jahrhundert mit Mörtel und Täfelung überdeckt worden waren. Ein strenger Winter im Jahre 1956 ließ den Putz brechen, so dass die Wandmalerei wieder zum Vorschein kam. Seitdem sind zahlreiche Restaurierungsarbeiten durchgeführt worden, um dieses kulturelle Erbe zu retten. Trotz der Arbeit des Ateliers Genovesio zwischen 1980 und 1983 verbleibt in manchen Teilen nur eine blasse Vielfarbigkeit, die vom Originalzustand weit entfernt ist. Verschiedene biblische Szenen werden illustriert, wie z. B. Schöpfungsgeschichte, Adam und Eva, Verkündigung des Herrn, Mariä Heimsuchung, Weihnachtsgeschichte und Jüngstes Gericht, sowie eine Vielzahl Heiligen werden dargestellt. Einige Darstellungen sind leider in einem zu schlechten Zustand, als dass ihre Szenen klar definiert werden können. Dies trifft auch auf das Fresko auf der Decke des Chors zu, das auf dem Schlusssteins des Gewölbes seinen Ausgangspunkt hat. Die sieben von diesem ausgehenden Gewölbegrate stellen die Sonne oder einen Stern dar. Nur zwei Engel sind erkennbar. Der eine trägt die Instrumente der Kreuzigung, das Kreuz, Hammer und Nägel und die Lanze, der andere ein Spruchband.
Der Schlussstein des Gewölbes auf Höhe des dritten Jochs zeigt das Wappen des Hauses Foix-Béarn, das gleiche, das den Turm der Burg ziert. Die Kühe des Béarn und die Pfähle von Foix, sind Insignien der von Gaston Fébus vereinigten Territorien. Das Wappen ist auf einem Siegel herausgearbeitet, das in einen Rahmen mit Zahnschnitt und eingefassten Steinen an den vier Ecken eingesetzt ist. Die Platzierung eines Wappens oder Siegels in der Pfarrkirche zeigt die enge Bindung von weltlicher, temporärer Macht zur Kirche.
Das Altarretabel des Hauptaltars der Kirche umfasst einen Altar, einen Tabernakel, ein Altarbild und Seitentafeln mit Statuen von Heiligen und Schutzengeln. Der Künstler schuf die frei in Nischen stehenden Skulpturen in natürlicher Größe. Links ist der Erzengel Michael zu erkennen, der den Drachen niederstreckt und gleichzeitig eine Waage zum Wiegen der guten und schlechten Taten der Seelen in der Hand hält. Auf der rechten Seite hält ein Engel ein Kind an seinem Arm als Zeichen der Beschützung. An der Spitze jedes Giebels scheinen zwei Engel Wache zu halten. Der Tabernakel ist von eher bescheidener Größe, besitzt aber ein üppiges, goldenes Dekor im barocken Stil. Sechzehn Schlangensäulen umrahmen verschiedene Szenen aus dem Neuen Testament. Tabernakel und Retabel sind vermutlich Werke des Künstlers Pierre Caron aus Lescar und wurden zwischen 1700 und 1730 geschaffen. Das Ölgemälde in der Mitte des Retabels zeigt den gekreuzigten Christus mit Maria und dem heiligen Johannes an seiner Seite. Ungewöhnlich ist hierbei, dass Christus mit offenen Augen dargestellt ist und auf seinen Beistand scheinbar schaut. Der Bildrahmen ist aus vergoldetem Holz und mit Pflanzenrankwerk verziert. Die Verkörperung Gottvaters an der Spitze des Retabels komplettiert das Gesamtwerk gemäß der ikonografischen Norm, die mit der Gegenreformation eingeführt worden war. Die Veranschaulichung der Dogmen der Glaubenslehre der römisch-katholischen Kirche war gerade in dieser Region wichtig, die unter langen Jahren der Kriege zwischen Protestanten und Katholiken gelitten hatte. Der Künstler Marc Ferrère aus Asté schuf den Altar zwischen 1729 und 1749 und bebilderte detailreich auf seiner Vorderseite die Szene des letzten Abendmahls, das Jesus mit seinen zwölf Aposteln einnahm. Er schuf damit den Zusammenhang mit der Funktion des Altars als Ort der Eucharistie während einer Heiligen Messe. Kannen, Schalen und Hocker sind auf dem Flachrelief zu erkennen. Die Tischdecke zeigt ein Rautenmuster und ist am unteren Rand mit silberfarbenen Fransen verziert, was der Abbildung eine gewisse Räumlichkeit verleiht. Sie ist vergoldet und bemalt und umrahmt von Pflanzenrankwerk, Cherubinen und herabfallendem Blattwerk.
Ein Nebenaltar ist Maria gewidmet. Ihre Statue in der Mitte des Altarretabels zeigt sie mit dem Jesuskind auf ihrem Arm. Sie wird umgeben von Statuen ihrer Mutter, der heiligen Anna und ihrem Ehemann Josef (oder aber ihrem Vater, dem heiligen Joachim). Zwei Engel schweben wie eine Krone über Maria. Im oberen Teil wird die Verkündigung des Herrn mit dem Erzengel Gabriel und Maria als Relief darstellt. Das Retabel ist vermutlich das Werk des Künstlers Jean Brunelo aus Tarbes, geschaffen zwischen 1720 und 1740.
Das Weihwasserbecken in der Pfarrkirche datiert aus dem 15. oder 16. Jahrhundert. Es ist aus einem Monolithen gearbeitet und misst 97,5 cm in der Höhe und 75 cm im Durchmesser. Ein massiver, polygonaler Fuß trägt das verhältnismäßig große Becken, das teilweise in die Wand eingelassen ist. Ein Holzdeckel verschließt das Becken und schützt das Wasser vor Verschmutzung, eine nicht oft anzutreffende Lösung.
Viele weitere Ausstattungsgegenstände stammen aus dem 18. bis 20. Jahrhundert und sind als nationale Kulturgüter registriert.

Fresken in der Pfarrkirche Saint-Michel
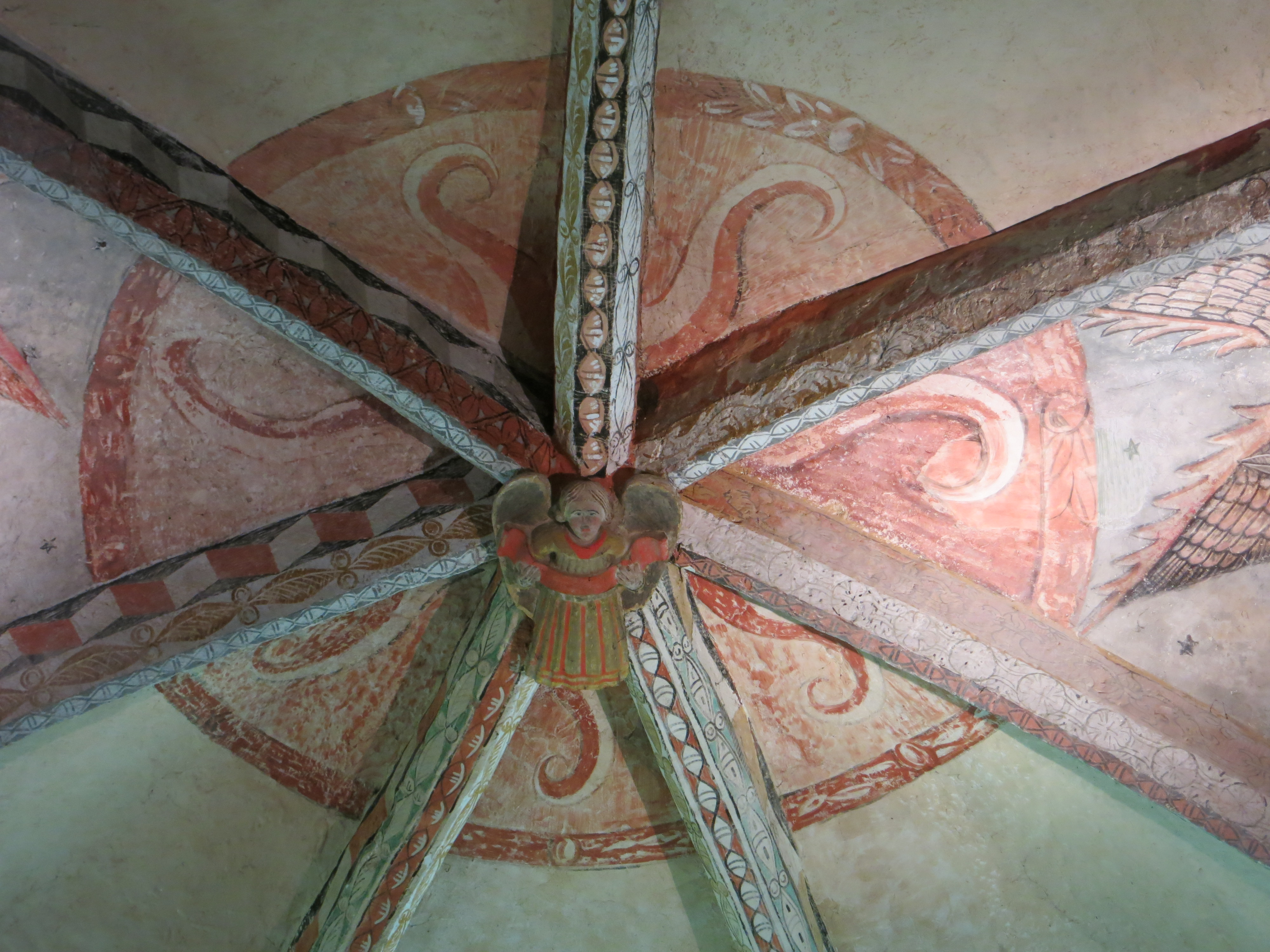
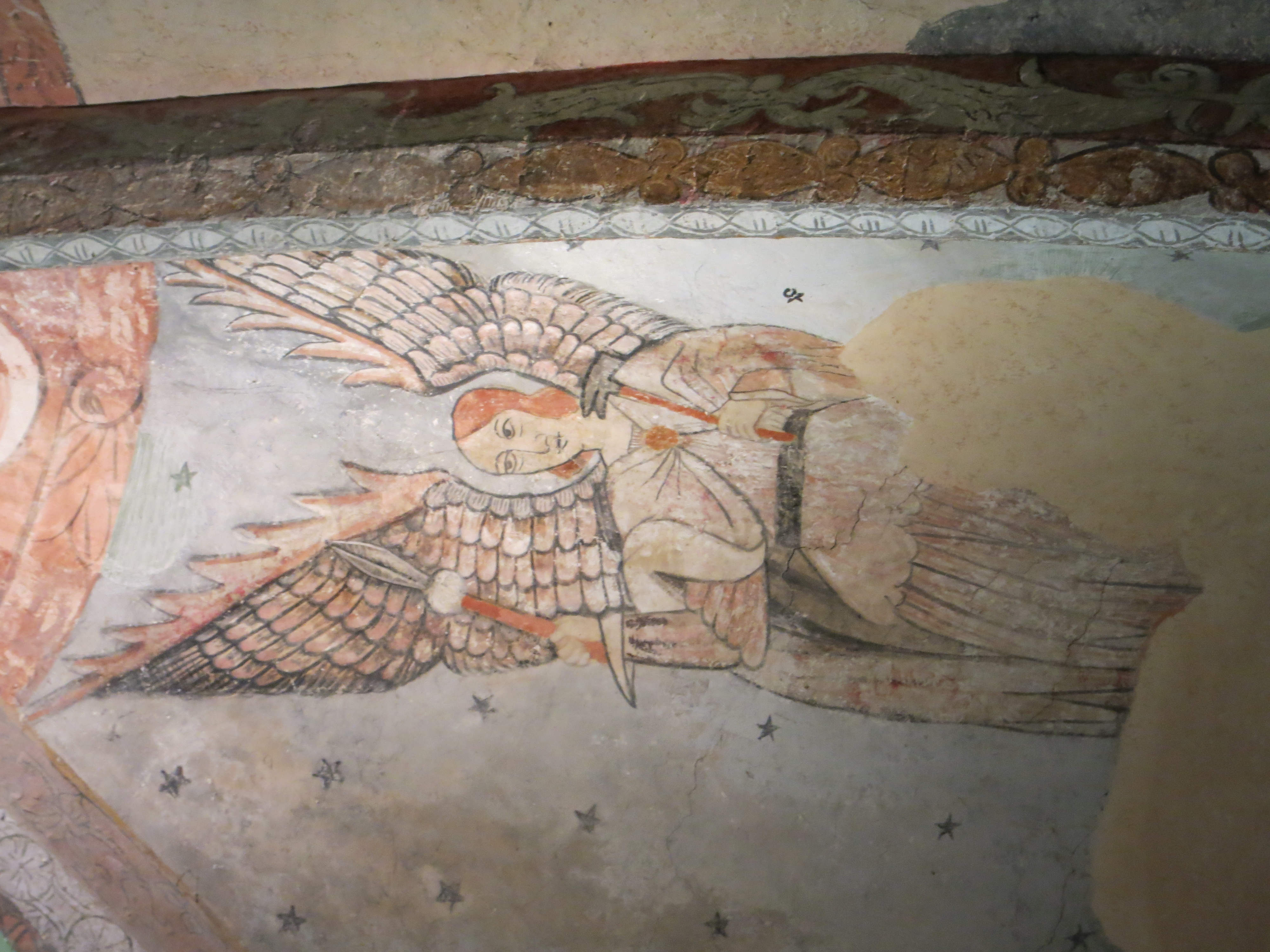
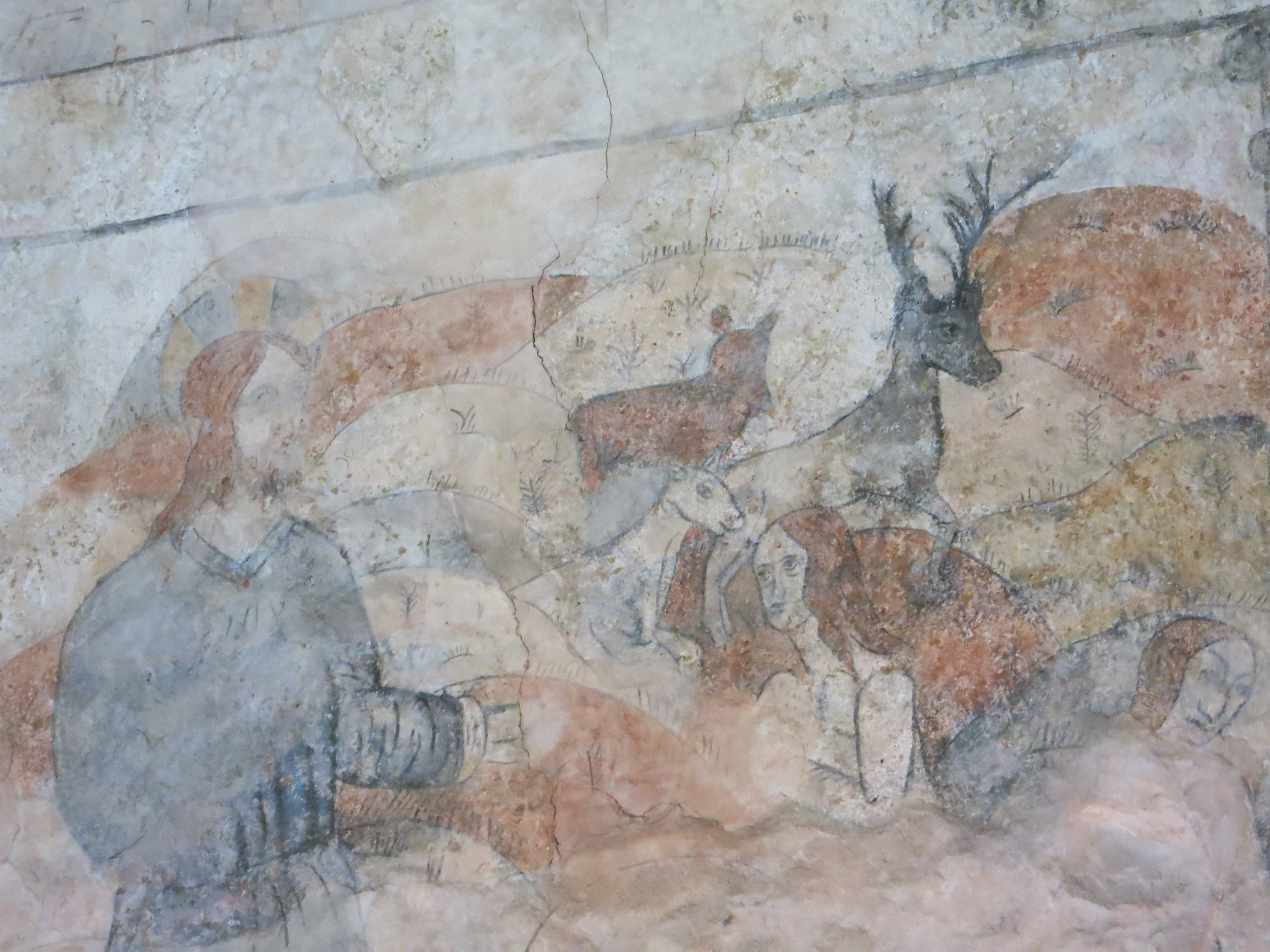
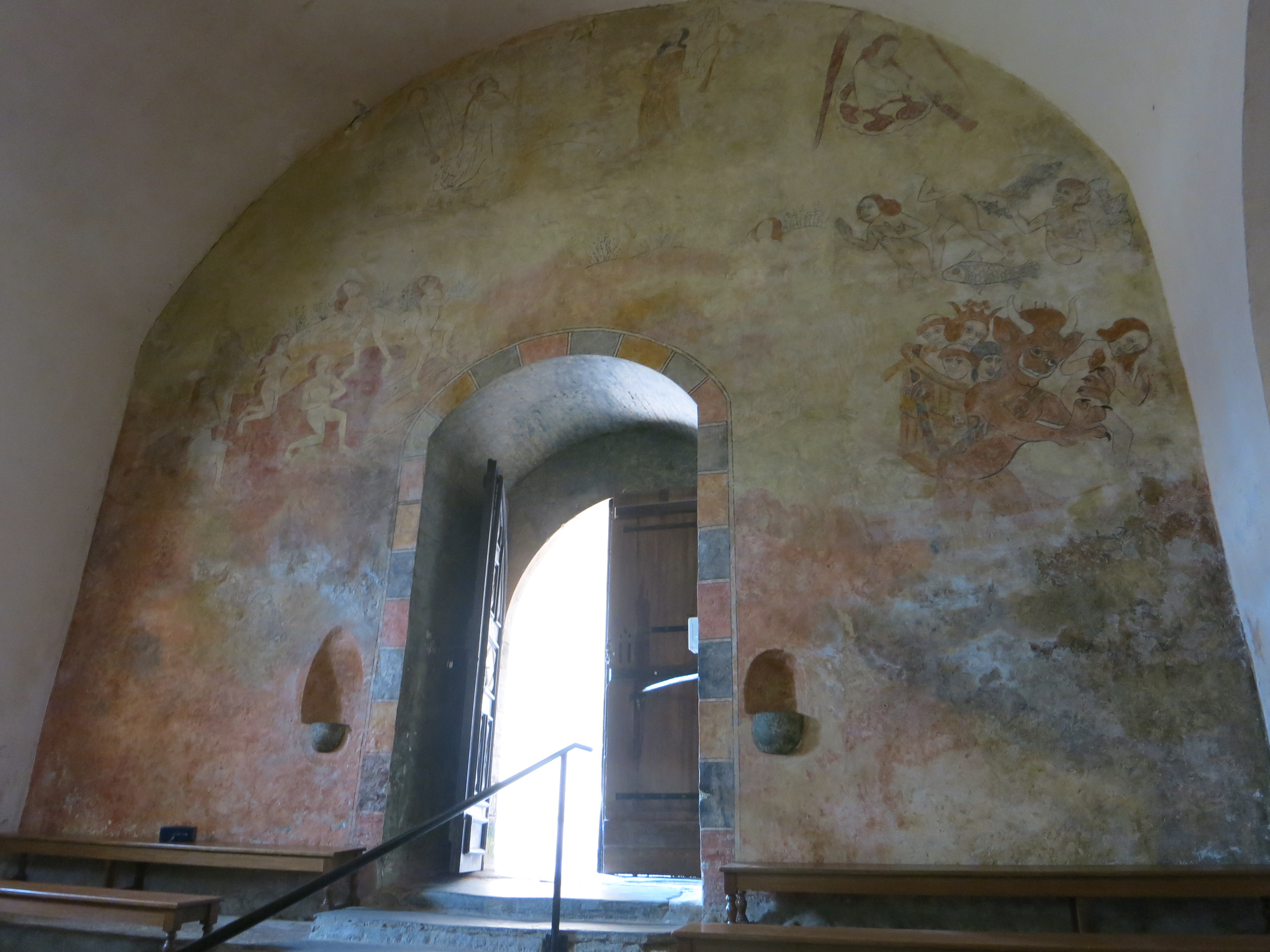
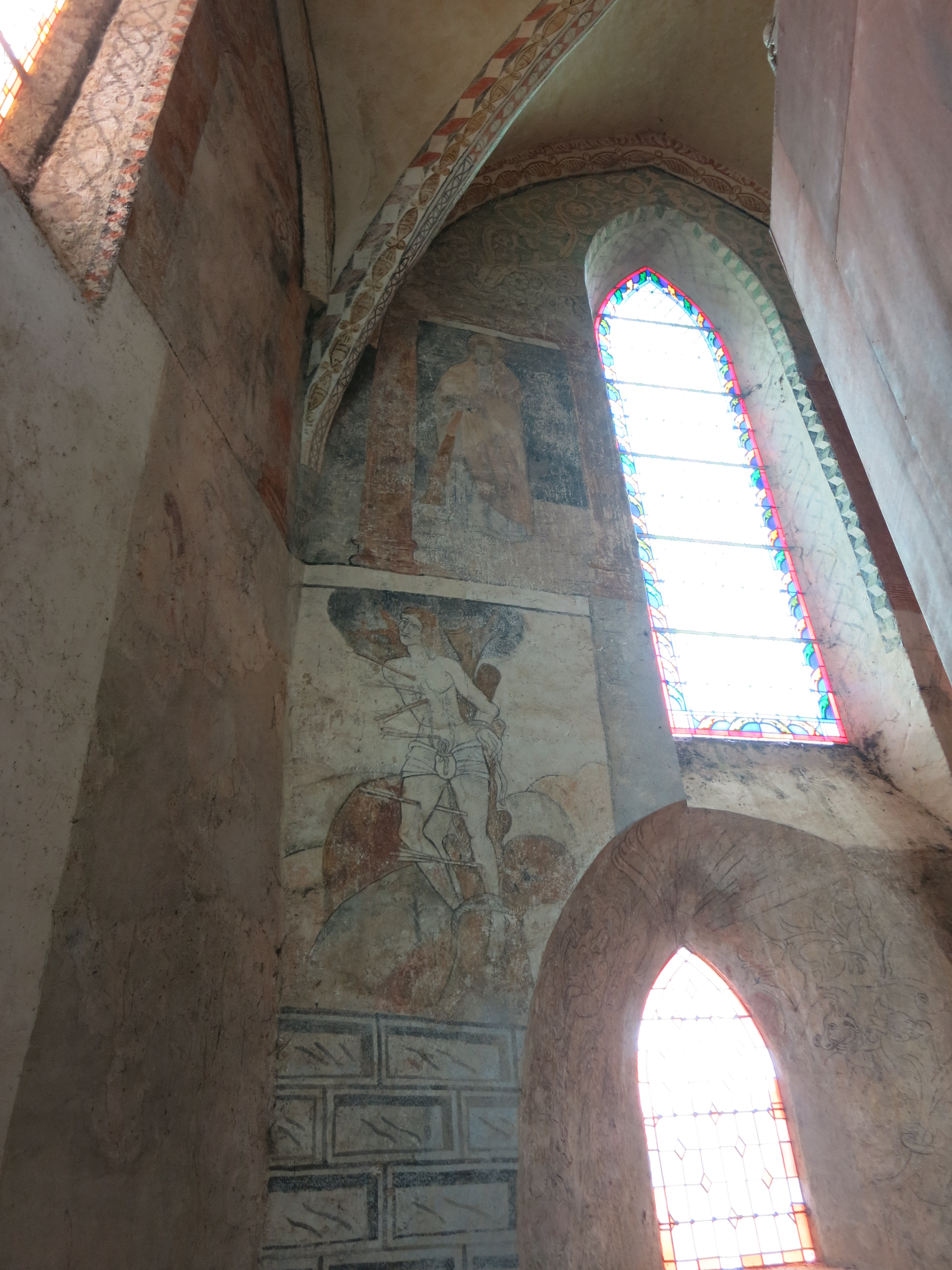
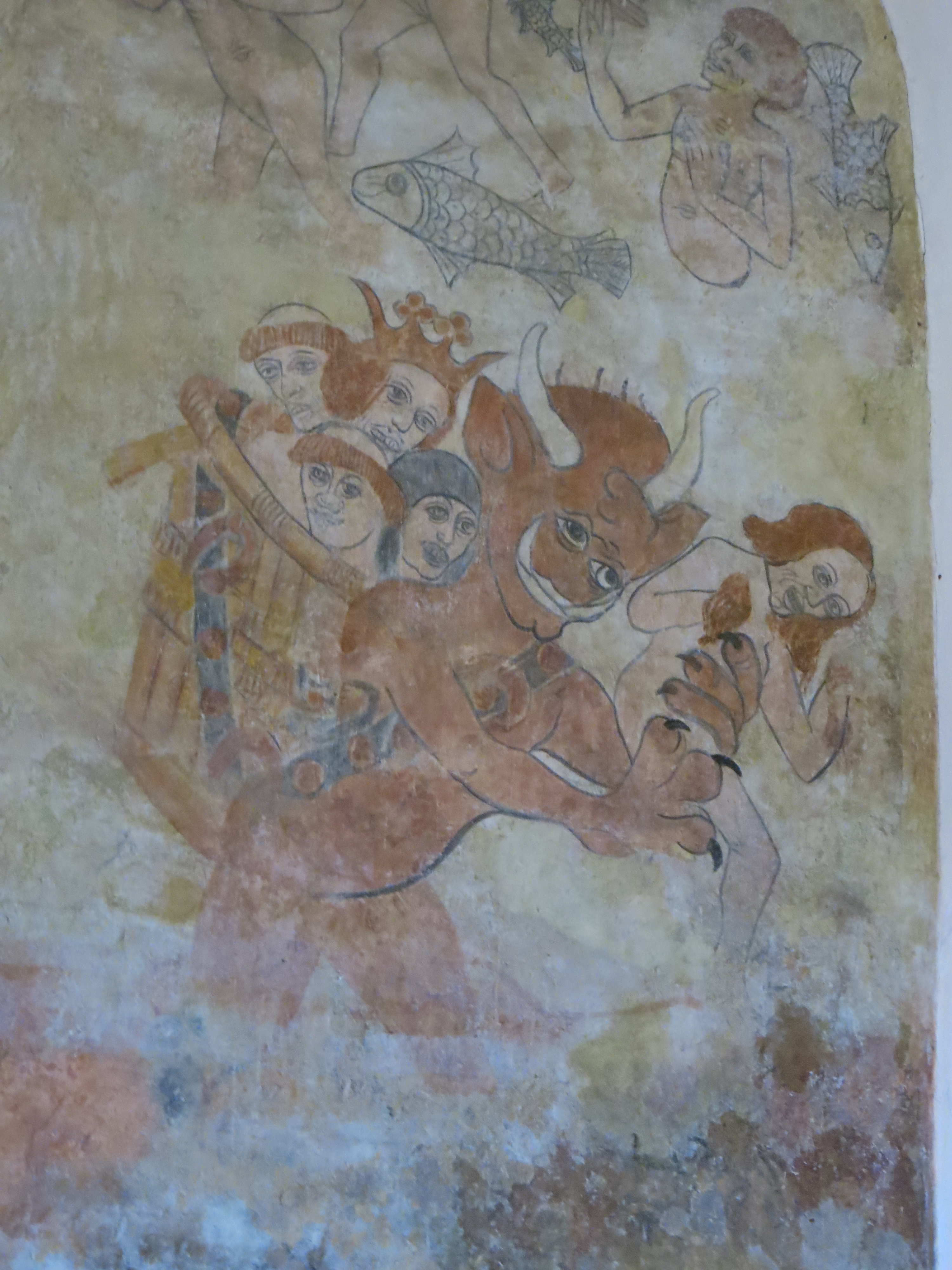
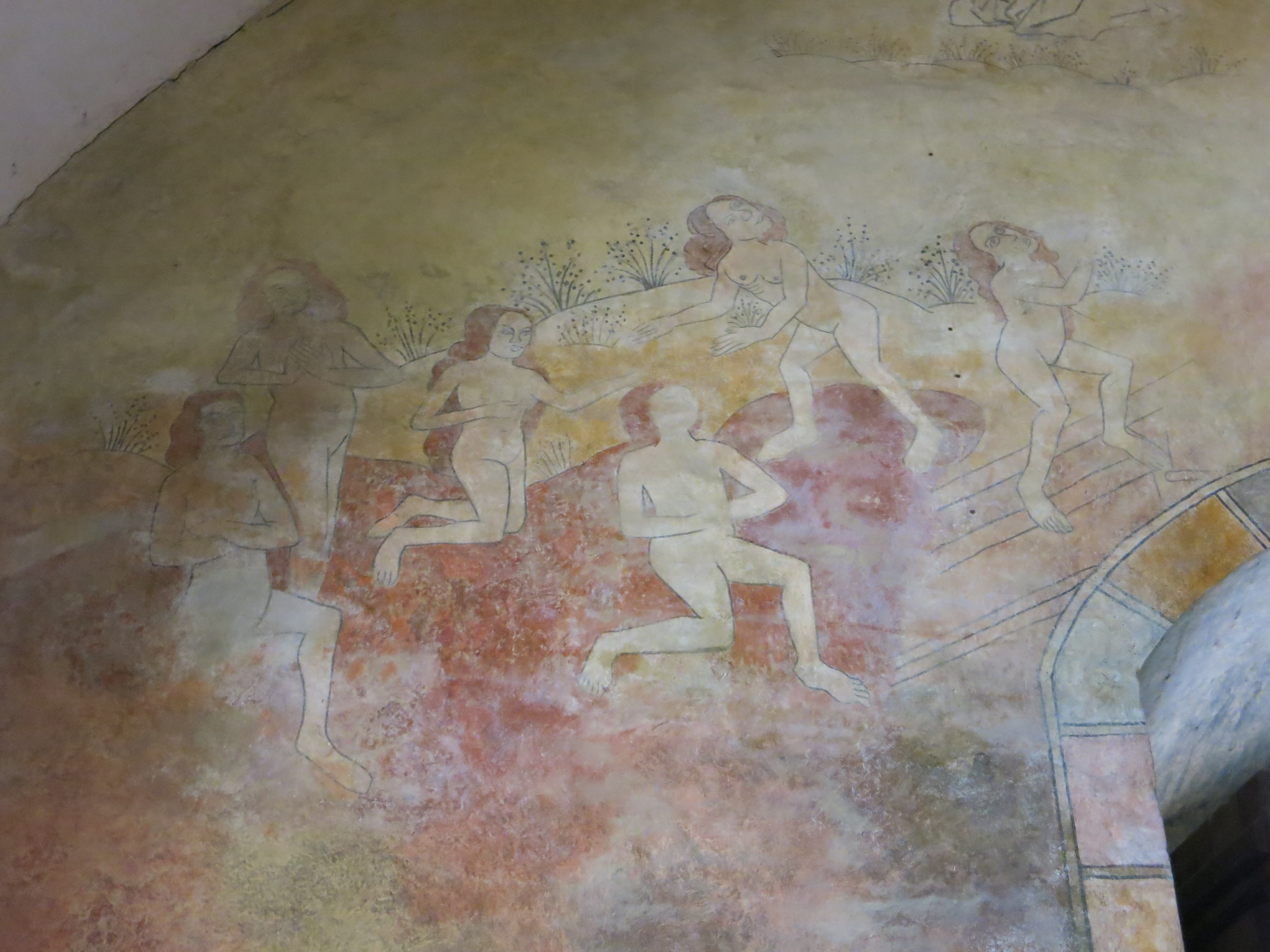
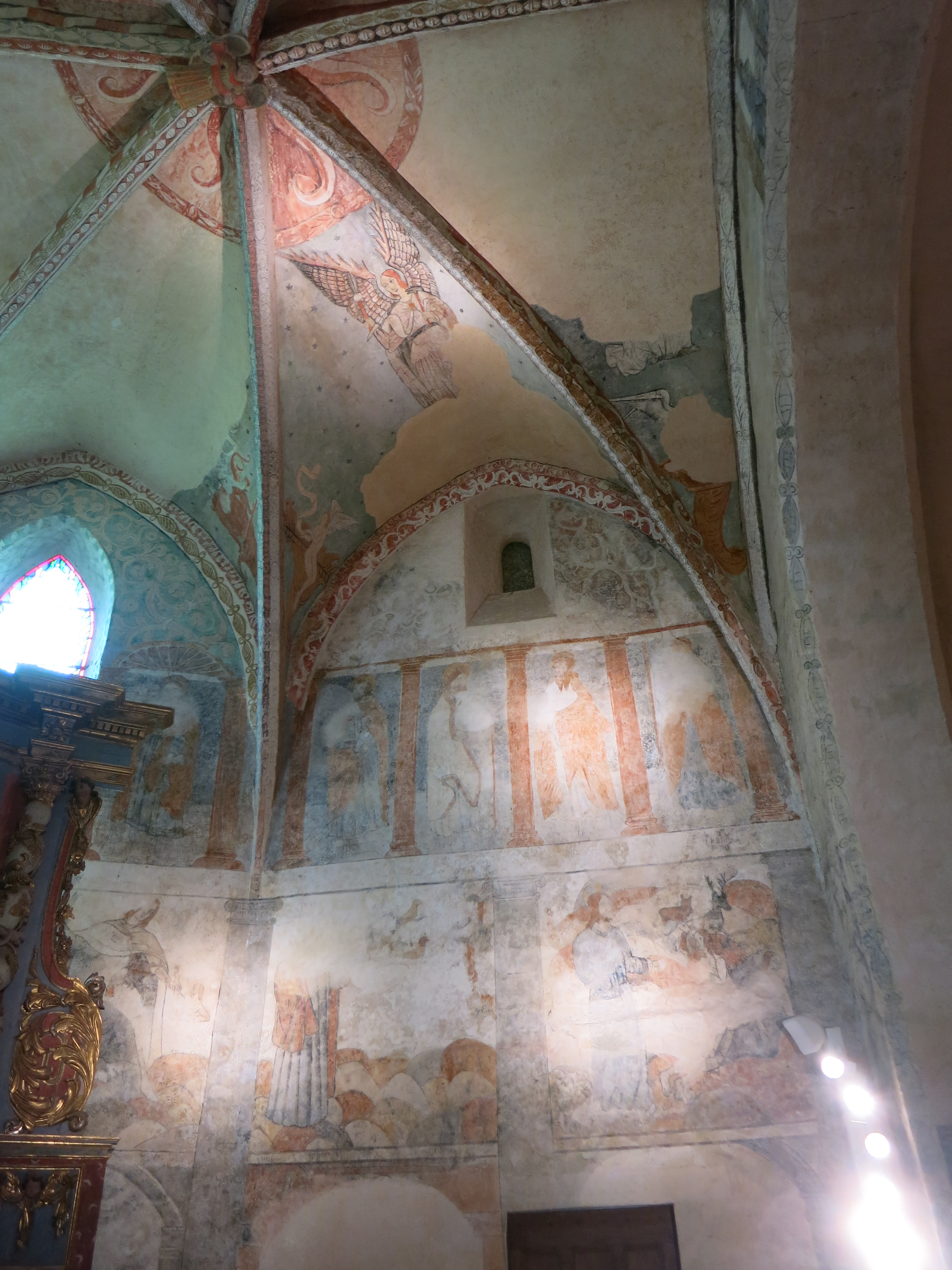
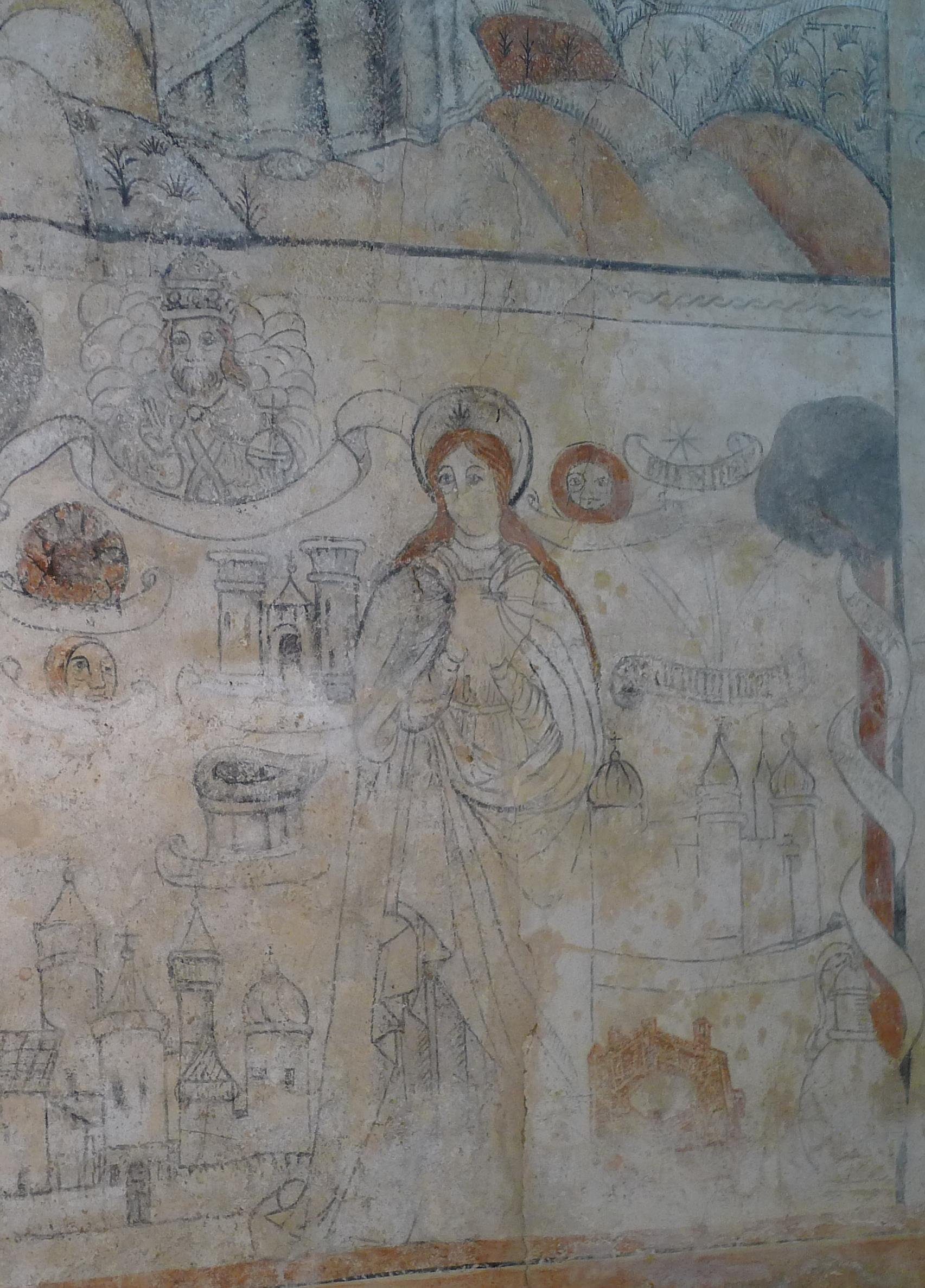

### PfarrkircheSaint-Jean-Baptiste
Sie ist im 18. Jahrhundert im Ortsteil Parsan errichtet worden und ist eine der vier Pfarrkirchen in Montaner. Die kleine Kirche, die Johannes dem Täufer geweiht ist, besitzt ein einschiffiges Langhaus und einen Glockengiebel mit einer Aussparung für die Glocke. Malereien an den Wänden oder als Gemälde illustrieren im Inneren der Kirche das Leben von Johannes. Sie stammen aus dem frühen 18. Jahrhundert und sind 1834 vom italienischen Maler Marian Garbarino restauriert worden. Das Retabel ist wie bei der Pfarrkirche Saint-Michel ein Werk von Pierre Caron aus Lescar aus den ersten Jahren des 18. Jahrhunderts. Viele Ausstattungsgegenstände stammen aus dem 17. und 18. Jahrhundert und sind als nationale Kulturgüter registriert.

### Weitere Pfarrkirchen
Die Pfarrkirche Saint-Martin im Ortsteil Lasserre ist Martin von Tours geweiht worden. Ihr Chor wurde im 15. oder 16. Jahrhundert an das einschiffige Langhaus mit einem Glockengiebel angefügt. Viele als nationale Kulturgüter registrierte Ausstattungsgegenstände der Kirche stammen aus dem 17. und 18. Jahrhundert. Die vierte Pfarrkirche befindet sich im Ortsteil Ainx und ist dem Apostel Andreas geweiht. Der Bau mit einem einschiffigen Langhaus und einem Glockengiebel datiert aus dem 17. oder 18. Jahrhundert und birgt ein Retabel aus der zweiten Hälfte des 17. Jahrhunderts.

### Burg Montaner

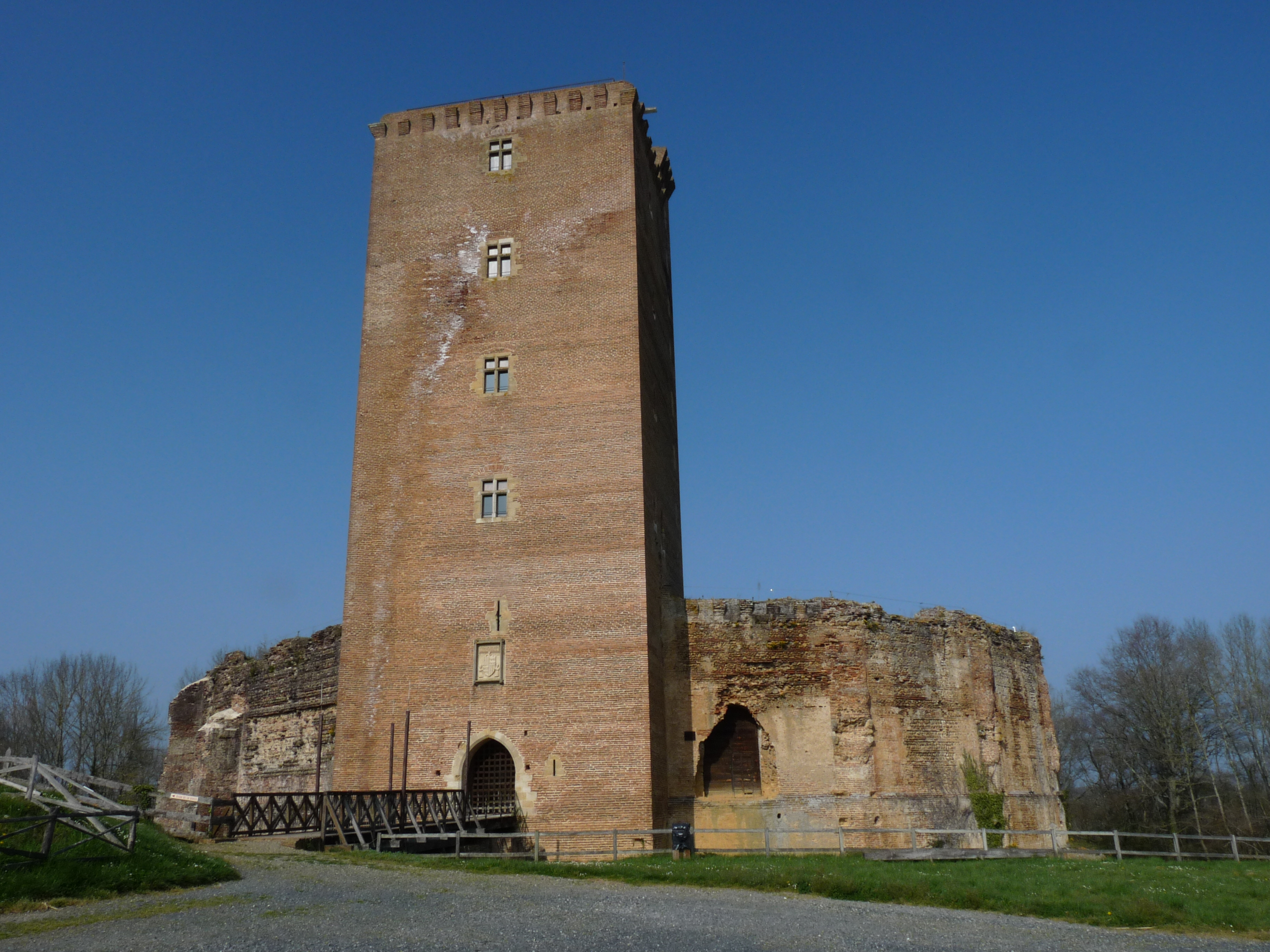
Burg Montaner

Die Burg wurde von 1374 bis 1380 vom Architekten Sicard de Lordat auf den Fundamenten einer aus dem 11. Jahrhundert stammenden Motte errichtet. Gaston Fébus, Graf von Foix und Vicomte von Béarn, gab den Bau in Auftrag, um sein Lehen vor Bedrohungen des in englischer Hand befindlichen Bigorre zu schützen. Die strategisch günstige Lage auf einer Anhöhe erlaubte es der Garnison, das Tal des Adours weit zu überwachen und einen allfälligen Einfallsweg von feindlichen Truppen abzuriegeln. Die Festung besteht aus einem viereckigen Bergfried und einer polygonalen Ringmauer. Anders als beim traditionellen Burgenbau der Region wurde bei diesem Ziegelsteine anstelle von Werksteinen als Baustoff verwendet. Im Laufe der Zeit wurde die Burg zweimal beschädigt, als der französische König im 17. Jahrhundert einen Aufstand von protestantischen Grundherrn niederschlagen ließ und seine Truppen die Burg zerstörten und ein weiteres Mal, als im 19. Jahrhundert aus der verbliebenen Bausubstanz für viele Jahre ein Steinbruch zur Wiederverwertung der Ziegelsteine betrieben wurde. Heute ist die Burg im Besitz des Départements und teilweise restauriert. Neben der Möglichkeit zur Besichtigung in den Monaten April bis Oktober finden kulturelle Veranstaltungen in der Sommerperiode statt.

## Wirtschaft und Infrastruktur

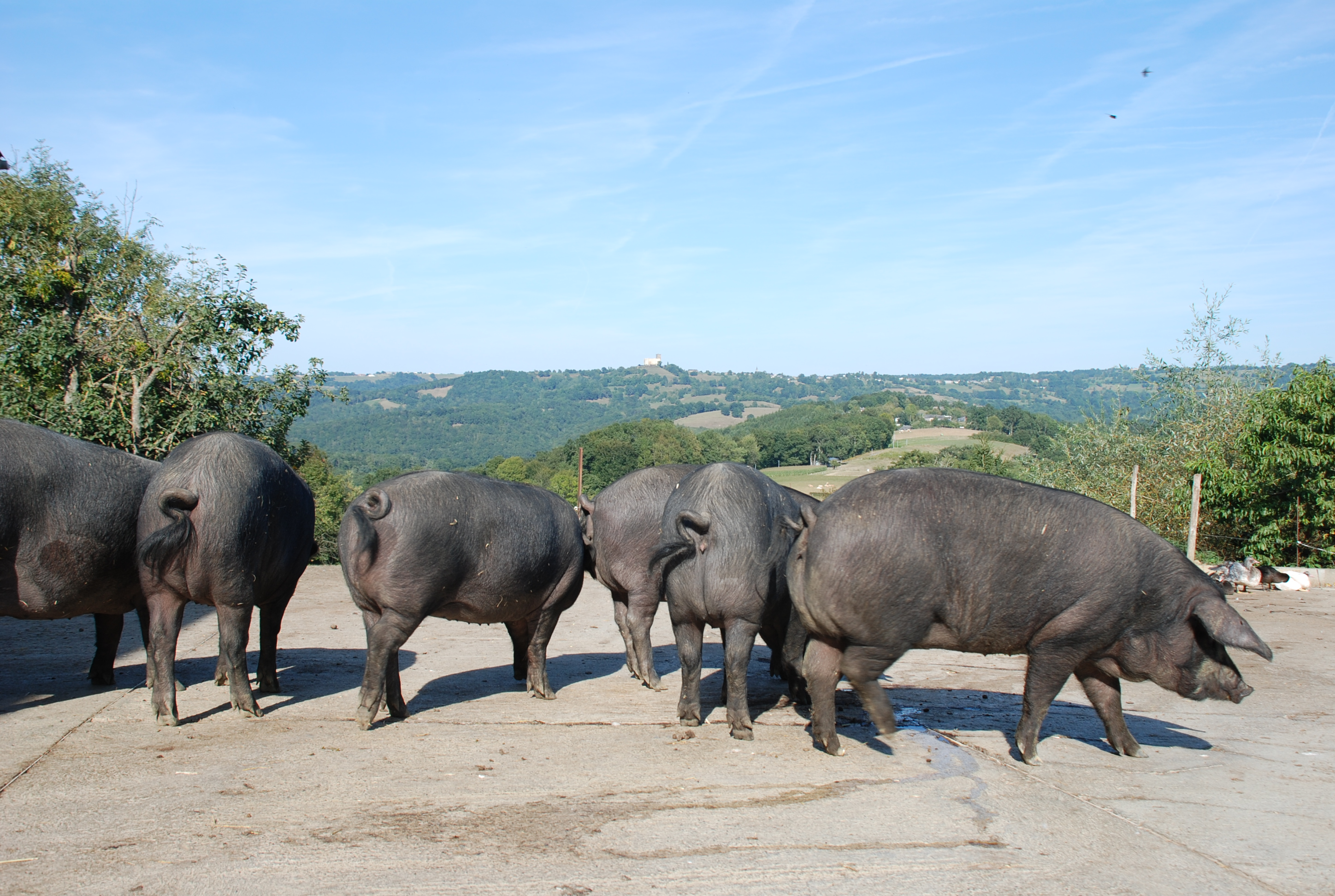
Schwarzfußschweine

Die Wirtschaft wird durch die Landwirtschaft (Schweinezucht, Rinderzucht, Milchwirtschaft, Maisanbau) und Handel und Dienstleistungen bestimmt. Montaner liegt in der Zone AOC der Schweinerasse Porc noir de Bigorre.

### Bildung
- Montaner verfügt über eine öffentliche Vorschule mit 20 Schülerinnen und Schülern im Schuljahr 2017/2018.[32]

### Sport und Freizeit
Mehrere Rundwege um Montaner laden zum Wandern und Radfahren ein.
- Ein Rundweg von 10,5 km Länge führt vom Zentrum über den Höhenzug am rechten Ufer des Lis.[33]

- Ein weiterer Rundweg von 12 km Länge führt vom Zentrum zu allen vier Pfarrkirchen der Gemeinde.[34]

- Das Gebiet der Gemeinde grenzt im Westen auch an den Lac du Louet. Ein Rundweg von 4 km Länge führt um den Stausee.[35]

### Verkehr
Montaner ist angeschlossen an die Routes départementales 61, 62, 63, 200, 202, 225 und 425.